# Синагога «Мордехай Нави»
Синагога «Мордехай Нави» (арм. Մորդեխայ Նավի սինագոգ), также известная как еврейский центр «Мордехай Нави», — центр еврейской общины и синагога, расположенная в центральном районе Кентрон в Ереване, столице Армении. Синагога была открыта в июне 2011 года.

## Предыстория

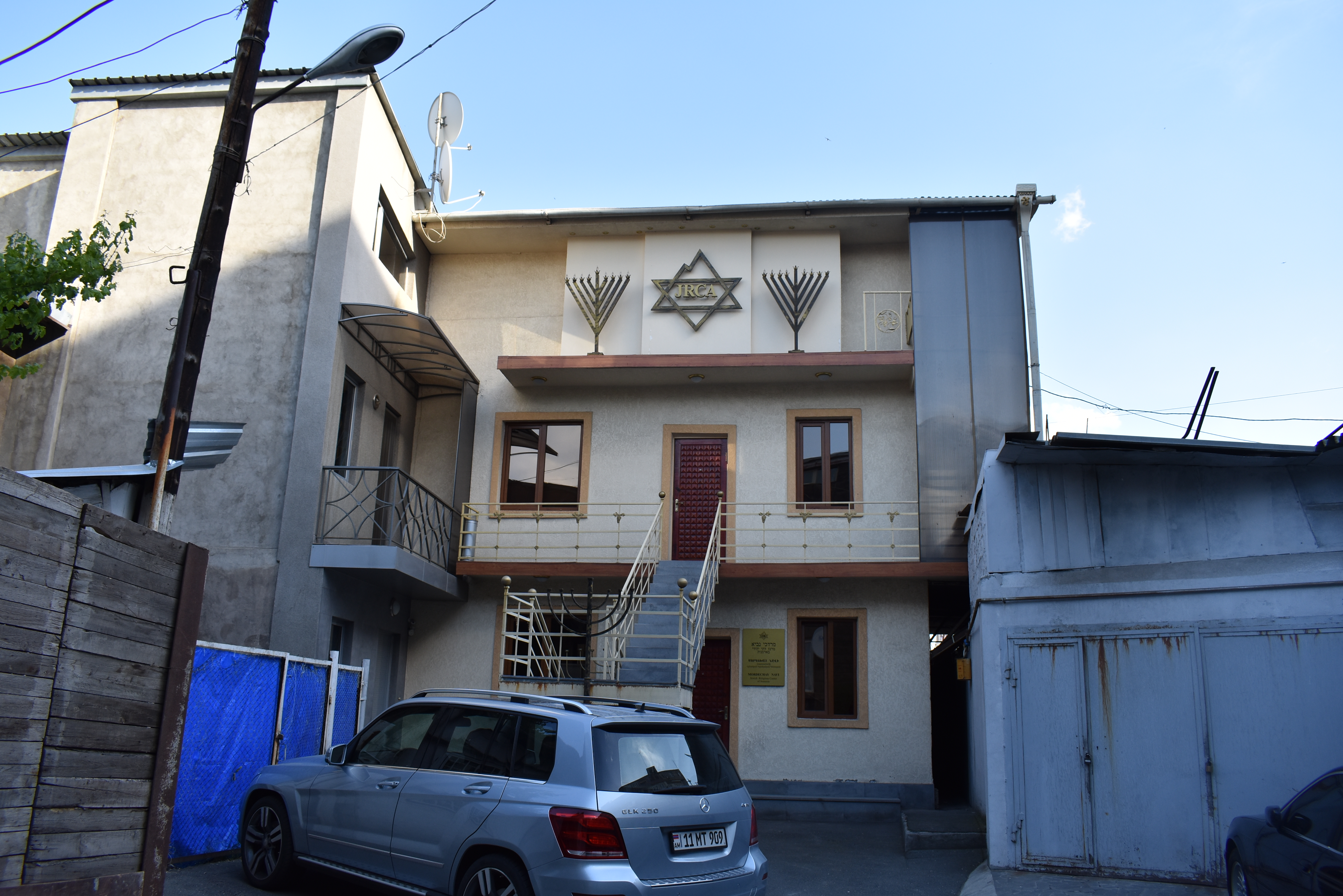
Синагога «Мордехай Нави» в 2018 году

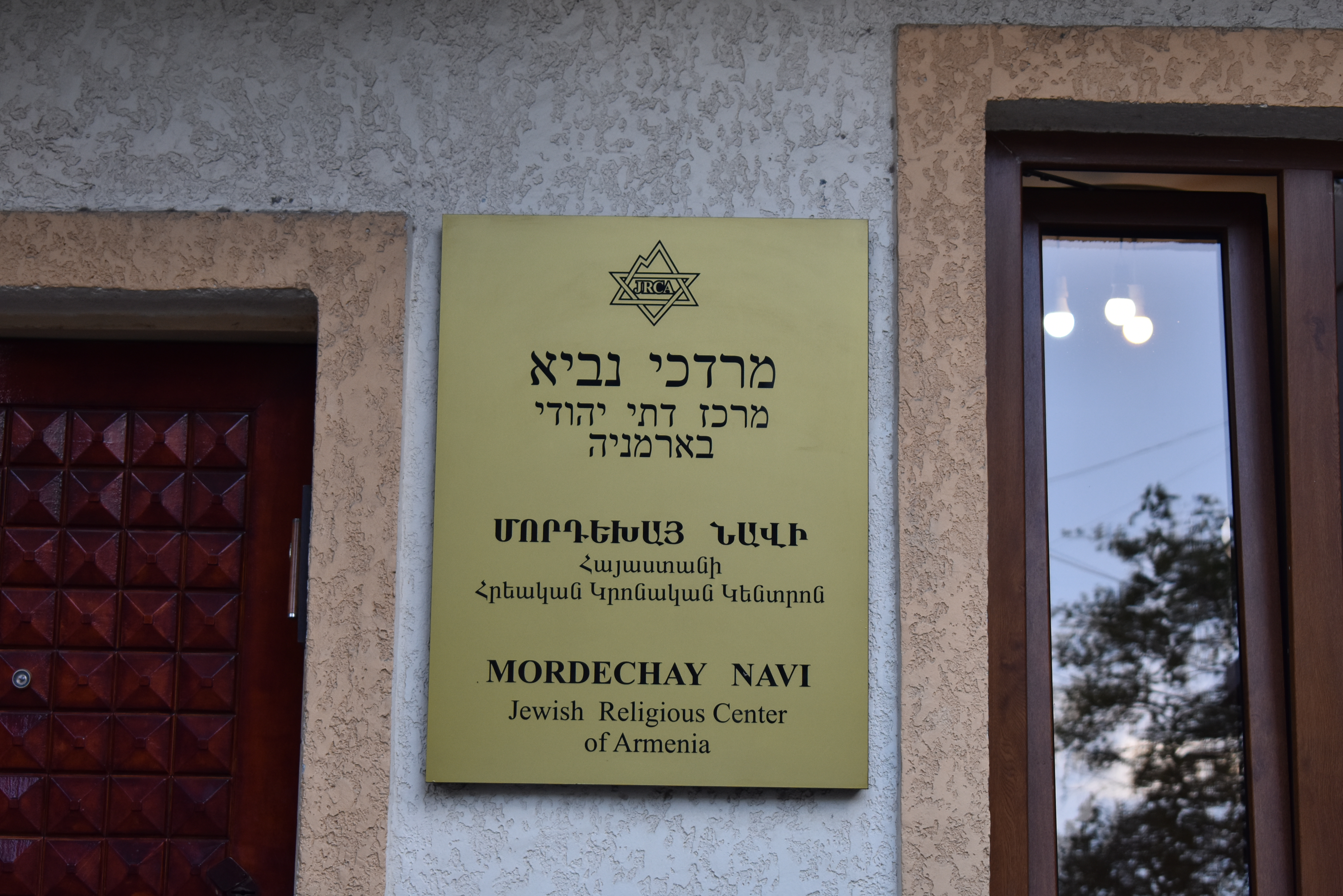
Табличка возле входа в синагогу

Является единственной синагогой в Армении, которую возглавляет главный раввин Армении Гершон Бурштейн.
Еврейская община в Армении имеет 2000-летнюю историю, когда первые еврейские группы поселились в Армении после разрушения Храма Соломона в Иерусалиме. В настоящее время еврейское население Армении составляет всего около 100 человек. С 1996 года Рима Варжапетян-Феллер является главой еврейской общины в Армении. По её словам, у евреев редко возникали проблемы в Армении.

## История
Синагога открыта в июне 2011 года при финансовой поддержке армянского бизнесмена Давида Галстяна.

## Нападения
Синагога и еврейская община Еревана подверглись нескольким актам вандализма. 15 ноября 2023 года вандал облил дверь синагоги горючим и осуществил поджог, в результате чего здание загорелось. Серьёзных повреждений зданий не обнаружили, и внутри в тот момент никого не было. Видео инцидента были распространены новостными агентствами в Азербайджане, с которым у Армении были напряжённые отношения. Нападение осудил посол Израиля в Армении Йоэль Лион, а также защитник прав человека Армении Анаит Манасян. На следующий день власти Армении начали расследование преступления.